# Tsumanska Pusjtja Nationalpark
Tsumanska Pushcha Nationalpark eller vvTsuman Skoven (ukrainsk:  Національний природний парк "Цуманська пуща") er en nationalpark beliggende i Volyn oblast, det nordvestlige Ukraine. Den ligger nær byen Tsuman, mellem floderne  Styra og Horyn. Parken omfatter  43% af det samlede areal af "Tsuman-skoven. Selve ordet "pushcha"  betyder på slaviske sprog et stort, enkelt skovmassiv, der er blevet bevaret i en næsten uberørt tilstand.
50°53′17″N 25°51′11″Ø / 50.88806°N 25.85306°Ø

## References
1. ↑  "Ківерцівський національний природний парк «Цуманська пуща»" (ukrainsk). Природно-заповідний фонд Волинської Області.

- Wikimedia Commons har flere filer relateret til Tsumanska Pusjtja Nationalpark